# Peperomia claytonioides
Peperomia claytonioides är en pepparväxtart som beskrevs av Carl Sigismund Kunth. Peperomia claytonioides ingår i släktet peperomior, och familjen pepparväxter. Inga underarter finns listade i Catalogue of Life.